# Harold Robbins
Harold Robbins (ur. 21 maja 1916 w Nowym Jorku, zm. 14 października 1997 w Palm Springs w Kalifornii) – amerykański pisarz.

## Życiorys
Harold Robbins urodził się 21 maja 1916 roku jako Harold Rubin, syn rosyjsko-polskich imigrantów. Jego ojciec miał dobrze prosperującą aptekę na Manhattanie. Syn kształcił się w szkole George Washington High School. W późniejszych czasach pisarz twierdził, że jako niemowlę został porzucony na schodach sierocińca, gdzie spędził dzieciństwo. 
Na początku II wojny światowej przeniósł się do Hollywood, gdzie pracował dla Universal Pictures, najpierw jako urzędnik, potem scenarzysta. W 1948 r. zadebiutował jako pisarz. Napisał ponad 20 książek, które zostały przetłumaczone na 32 języków. Jego książki sprzedano w ponad 750 milionów egzemplarzy. Wiele z nich sfilmowano.
Harold Robbins zmarł 14 października 1997 roku mając 81 lat. Był trzykrotnie żonaty. Posiada swoją gwiazdę na Hollywoodzkiej Alei Gwiazd.

## Wybrane powieści
- Never Love a Stranger (1948, sfilmowana w 1958)
- The Dream Merchants (Handlarze snów) 1949, pol. 1992, sfilmowana w 1981
- A Stone for Danny Fisher (Kamień dla Danny Fishera) 1951, pol. 1994, sfilmowana w 1958 jako Król Kreol z Elvisem Presleyem)
- Never Leave Me (1953)
- Stiletto (Sztylet) 1960, pol. 1995
- The Carpetbaggers (Sępy Krainy Snów) 1961, pol. 1992, sfilmowana w 1964
- Where Love Has Gone (Gdzie podziała się miłość) 1962, pol. 1994, sfilmowana w 1964
- The Betsy (Betsy) 1971, pol. 1993, sfilmowana w 1977
- The Lonely Lady (Kobieta samotna) 1976, pol. 1992, sfilmowana w 1983
- Dreams Die First (1977)
- Memories of Another Day (Wspomnienia tamtych dni) 1979, pol. 1994
- Spellbinder (Kaznodzieja) 1982, pol. 1995
- The Storyteller (Pisarz) 1985, pol. 1994
- Piranha (Piranie) 1986, pol. 1995
- The Raiders (Sępy z Krainy Hazardu), 1995, pol. 1995
- The Stallion (Ogier) 1996, pol. 1997
- Tycoon (Magnat), 1997, pol. 2000
- The Predators (1998, pośmiertnie)